# György Lahner
György Lahner (také Láner nebo Láhner, německy: Georg Lahner; 6. října 1795, Necpaly, Slovensko – 6. října 1849, Arad, Rumunsko) byl německý generál narozený na Slovensku. Byl popraven oběšením za svou účast v maďarské revoluci 1848.
Původně sloužil u císařské armády. I přes to, že maďarsky příliš neuměl, narukoval do revoluční armády a dostal na starost výrobnu, která byla nejproduktivnějším výrobcem zbraní a střeliva pro maďarskou armádu. Několikrát zvládl v krátkém čase výrobnu přemístit. 6. února 1849 byl povýšen do hodnosti generála. Napsal knihu „Neubližujte Maďarům“.
Je pohřben u rodných Necpal.